# Opius mallecoensis
Opius mallecoensis är en stekelart som beskrevs av Fischer 1968. Opius mallecoensis ingår i släktet Opius och familjen bracksteklar. Inga underarter finns listade i Catalogue of Life.